# Savino Pezzotta
Savino Pezzotta (Scanzorosciate, 25 dicembre 1943) è un sindacalista e politico italiano.

## Biografia
Dopo le scuole elementari va a lavorare, come tanti ragazzi della sua età, in una piccola azienda metalmeccanica del suo paese (Scanzorosciate). Il 4 aprile 1959 è assunto come operaio tessile alla Reggiani Spa di Bergamo, azienda che opera nel settore del finissaggio, dove resta fino al 1974. A seguito di una serrata operata dall'azienda per contrastare lo sciopero nazionale per il rinnovo del CCNL, e per creare un'alternativa al sindacato aziendalista messo in campo dalla direzione (Lista Indipendenti Reggiani), nel 1963 si iscrive alla CISL.
Successivamente viene eletto nella Commissione Interna e poi nel 1969 nel Consiglio di fabbrica. Entra nel direttivo provinciale della FILTA-CISL (Federazione Italiana Lavoratori Tessili Abbigliamento), nel 1972 entra nella Segretaria Provinciale. Si batte per l'unità sindacale ed è tra i promotori della FULTA di Bergamo (Federazione Unitaria Lavoratori Tessili Abbigliamento). Il primo maggio del 1974 viene chiamato a fare l'operatore sindacale nella zona di Grumello del Monte (zona a forte presenza di aziende bottoniere e dell'abbigliamento), poi sarà impegnato nella zona di Zingonia e Treviglio.
Viene eletto segretario Provinciale dei tessili e successivamente segretario generale della Unione Provinciale Cisl. Nel corso della sua attività sindacale nella FILTA, si appassiona alla cooperazione e partecipa alla costituzione di cooperative di produzione-lavoro nell'ambito del settore. Da cattolico impegnato, a 14 anni si iscrive alla DC e nel 1972 aderisce all'esperienza politica di un gruppo di cattolici progressisti di sinistra che, rompendo il collateralismo con la DC, danno vita al Movimento Politico dei Lavoratori.
Per questo movimento partecipa alle elezioni politiche del 1972 candidandosi alla Camera nel collegio di Brescia-Bergamo. Raccoglie 117 preferenze (di cui la metà circa a Scanzorosciate, suo comune di nascita e residenza) senza essere eletto. Con lo scioglimento del piccolo partito si dedica esclusivamente all'attività sindacale. Dopo vari incarichi sindacali, circoscritti alla città di Bergamo, nel 1993 diventa segretario regionale della CISL in Lombardia, incarico che lascia nel dicembre del 1998. La grande passione per il sindacato e l'impegno nel sociale, lo portano in quegli anni a ricoprire l'incarico di Presidente della Comunità dei Sindacati delle Regioni delle Alpi Centrali (ARGE-ALP).
Nel dicembre del 1998, entra a far parte della Segreteria Confederale della Cisl di cui è segretario Sergio D'Antoni, dove in seguito assume le funzioni di Vicario. Consigliere CNEL dall'ottobre 1999, il 4 dicembre 2000, viene eletto Segretario Generale della Cisl, incarico che gli venne riconfermato, con il più ampio consenso di voti, dal Primo Consiglio Generale della Cisl, sia dopo il XIV Congresso del giugno 2001 che dopo il XV Congresso del luglio 2005. È stato vicepresidente della CISL Internazionale e membro del Comitato Esecutivo della CES.
È promotore dell'accordo "Patto per l'Italia", attuato con l'obiettivo di rinnovare la contrattazione e la gestione del mercato del lavoro e di vivere positivamente e senza legami politici l'autonomia sindacale di cui è forte e intransigente assertore. Vive con sofferenza la rottura con la Cgil di Cofferati. Una divisione che sorge da una differente visione del ruolo del sindacato.  Coltiva l'amicizia con Marco Biagi e dopo il suo assassinio ad opera delle Nuove Brigate Rosse, è l'unico sindacalista che partecipa al suo funerale. A fronte del governo Berlusconi che non mantiene gli impegni assunti nell'accordo sottoscritto, dà avvio a una fase di mobilitazione e recupera l'unità d'azione con la CGIL di Guglielmo Epifani.
Al sorgere di questioni interne, relative ai tempi della successione, mantenendo fede alla convinzione che l'unità del sindacato sia sempre un bene e volendo evitare la rottura nella Cisl, si dimette dall'incarico nel 2006, poco prima delle consultazioni politiche del 9 e 10 aprile, per "rimarcare l'autonomia del sindacato di fronte alle elezioni", come affermato in una nota. È stato presidente della Fondazione Ezio Tarantelli e presidente della Fondazione per il Sud, e dal 2006 al 2014 Presidente del CIR (Consiglio Italiano per i Rifugiati).
È stato tra i promotori di Retiinopera e portavoce della manifestazione "Family Day". Il papa Benedetto XVI lo ha nominato componente del Pontificio Consiglio Giustizia e Pace. E stato presidente del Consiglio Italiano Rifugiati per sei anni.  Ha partecipato come relatore alle settimane sociali dei cattolici italiani. Il 9 ottobre 2007 ha lanciato l'Associazione Officina 2007 in movimento per una buona politica. L'8 febbraio 2008 partecipa alla costituzione del movimento politico della Rosa per l'Italia, di cui diventa presidente. È stato fautore dell'accordo elettorale con l'Unione dei democratici Cristiani e di Centro (UDC) che ha dato vita all'Unione di Centro, con la quale si candida alle elezioni politiche del 2008 ed è eletto deputato.
È tra i promotori della Costituente di centro. Il 5 febbraio 2010 è stato candidato per l'Unione di Centro a Presidente della Regione Lombardia. Il 17 gennaio 2013 ha lasciato l'Unione di Centro ed ha aderito al Gruppo misto della Camera. Non ha accettato le proposte a ricandidarsi ritenendo esaurita la sua esperienza politico-istituzionale. Continua ad interessarsi delle questioni sociali, di pace e di cooperazione internazionale attraverso l'associazione "Educatori senza Frontiere" fondata da don Antonio Mazzi.

## Opere
- Savino Pezzotta, Rosmini: "amico della libera concorrenza a tutti i beni", in Piero Barucci (a cura di), Cattolici, l'economia, il mercato, Rubbettino, 2008,  pp. pp. 43-54, ISBN 9788849822908, OCLC 799609296. Ospitato su archive.is. (cit. di A. Rosmini)
- Savino Pezzotta, In politica per costruire un mondo più giusto, in AA.VV., Una speranza per l'Italia. Il diario di Verona. 4° Convegno Ecclesiale Nazionale, Milano, Nuova Editoriale Italiana, 2006, SBN TO01567939.
- Savino Pezzotta, Il Codice di Camaldoli, Classici e contemporanei, Roma, Lavoro, 2005, ISBN 9788873131427, OCLC 799163929.